# 伯方塩業

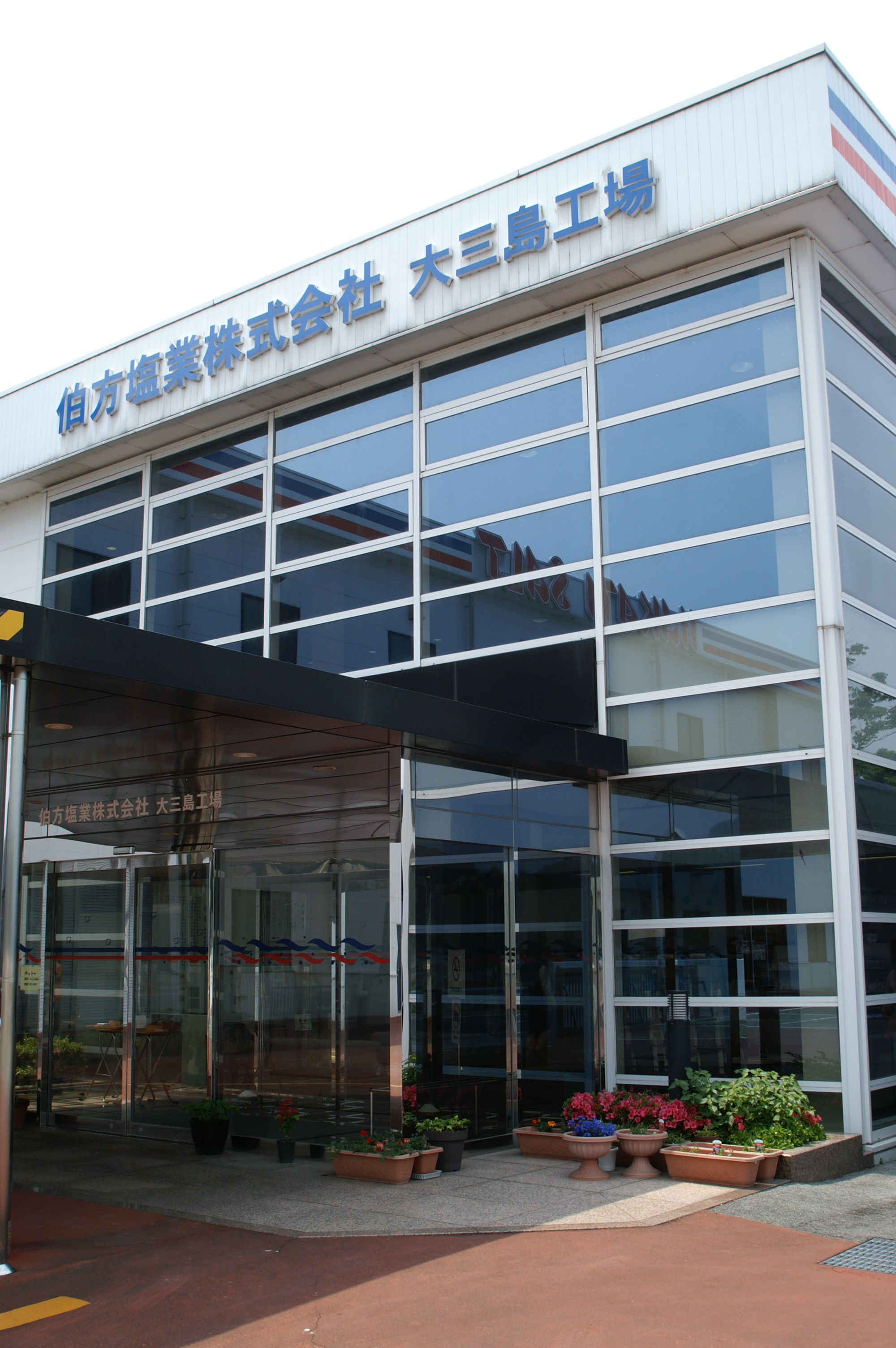
伯方塩業大三島工場

伯方塩業株式会社（はかたえんぎょう、英語：Hakata Salt Co., Ltd.）は、「伯方の塩」（はかたのしお）を製造・販売している、愛媛県の松山市と今治市に本社（登記上の本店は今治市）を置く企業である。

## 概要
1971年（昭和46年）4月16日に塩業近代化臨時措置法が成立。従来の製塩法であった流下式塩田製塩は全廃され、翌1972年（昭和47年）からは日本国内では全面的にイオン交換膜による工業的な製塩に切り替えられることになった。
こうした化学的な製塩法への切り替えに疑問を持つ人々が集まり、伯方島にあった流下式塩田の存続を目指す運動が行われ、約5万人の署名を集めて国会や関係省庁などに陳情活動などを展開した。
そうした運動を受けて、1973年（昭和48年）6月に日本専売公社から自由販売塩としての製造・販売が認められることになり、同年8月13日に創業した。
伯方の塩はメキシコ産またはオーストラリア産の輸入した天日塩田塩を、瀬戸内海の海水で溶かした後再結晶化して生成する方法を採用し、瀬戸内海のにがり成分を含む塩に仕上げている。
2010年（平成22年）に、大三島工場の隣接地に流下式枝条架併用塩田を復活させた。従業員が塩田による製塩を体験して技術を伝承し、そのよさを製品に生かしていくことが目的であるとしている。これを生かして2016年（平成28年）4月に「されど塩 藻塩」を発売。塩田で瀬戸内海の海水を濃縮した鹹水にホンダワラを浸し、釜で煮詰めて製造している。

## 沿革
- 1973年
  - 8月 - 「伯方塩業株式会社」設立。
  - 12月 - 塩の製造開始。
- 1974年1月 - 「伯方の塩」販売開始。
- 1977年10月 - 伯方新工場が竣工。
- 1982年2月 - テレビCM放映開始。
- 1984年5月 - 「伯方の塩 焼塩」発売開始。
- 1987年5月 - テレビCMでサウンドロゴ使用開始。「伯方の塩」大相撲の5月場所から使用開始(東京場所年3回)。
- 1989年
  - 5月 - 「フルール・ド・セル」発売開始。
  - 11月 - 学校給食100周年に当たり、普及活動に長年尽力したことが評価され、文部大臣表彰を受賞。
- 1996年12月 - 明浜工場（愛媛県東宇和郡明浜町）が竣工。
- 2000年5月 - 大三島工場(愛媛県越智郡大三島町)が竣工。工場見学コース設置。
- 2004年10月 - ISO9001認証取得。
- 2005年2月 - 高効率の省エネタイプ蒸発釜で特許取得。
- 2008年2月 - ISO14001認証取得。
- 2010年10月 - 大三島工場敷地内に流下式枝条架併用塩田を再現、竣工。
- 2012年12月 - 松山本社新社屋落成。
- 2014年
  - 4月 - 大三島工場敷地内に研究開発棟竣工。
  - 5月 - 「されど塩」発売開始。
  - 7月 - 「伯方の塩 DRY」発売開始。大三島工場見学者100万人突破。
- 2016年
  - 3月 - ISO22000認証取得。
  - 4月 - 「されど塩 藻塩」発売開始。
  - 5月 - 6次産業化の取り組みを開始　「GOENプロジェクト」発足。
- 2017年10月 - 「味香塩」発売開始。
- 2019年
  - 3月 - 明浜工場閉所[9]。
  - 4月 - 大三島工場増設　「わくわく体験室」設置。
  - 5月 - 二代目声優オーディションを実施。SNSで大きな反響を呼び、2639件の応募が集まる[10]。大三島工場見学者150万人突破。
- 2022年3月 - 「伯方の塩 フレーク」発売開始。

## 事業所
- 松山本社 - 愛媛県松山市大手町2-3-4
- 伯方本社・伯方工場 - 愛媛県今治市伯方町木浦甲841
- 大三島工場 - 愛媛県今治市大三島町台32

## 商品
- 伯方の塩
- 伯方の塩 焼塩
- フルール・ド・セル
- 伯方の塩 DRY

## CM
1987年からのCMソングとして「は・か・た・の・しお!」のフレーズが親しまれている。
CMには過去に神田川俊郎が出演していた。
ラジオCMでは氷川きよし節のカウキャッチャー（放送しない時期もあり）にて放送。
福岡県の『博多』と間違われることがある。